# قرار مجلس الأمن التابع للأمم المتحدة رقم 363
قرار مجلس الأمن الدولي رقم 363، أصدر في 29 تشرين الثاني/نوفمبر، 1974، بعد النظر في تقرير الأمين العام بشأن منطقة فض الاشتباك الخاضعة لمراقبة الأمم المتحدة، لاحظ المجلس الجهود المبذولة لإحلال السلام الدائم والعادل في الشرق الأوسط وأعرب عن قلقه إزاء حالة التوتر الموجودة في المنطقة. وأكد المجلس مجددا على أن اتفاقات فصل القوات ليست سوى خطوة نحو السلام وودعا جميع الأطراف المعنية إلى التنفيذ الفوري للقرار رقم 338، وقرر إعادة تمديد فترة وجود قوات الطوارئ لمدة ستة أشهر أخرى وقرر أنه يجب على الأمين العام أن يقرر انتهاء مدة وجود قوات الطوارئ حسب تطورات الأوضاع ومعايير تنفيذ القرار 338.